# FC Viljandi
MTÜ FC Viljandi foi um clube estoniano de futebol, fundado em 2011 e extinto em 2012, com sede em Viljandi.

## História
O clube foi criado no início de 2011, depois que o JK Viljandi Tulevik decidiu reconstruir o plantel com jogadores amadores locais e caiu dois níveis para jogar na II liiga. Como que deixou uma vaga na Meistriliiga, foi preenchido por um clube temporário, o FC Viljandi, que foi na sua maioria composta pelos mesmos jogadores que anteriormente jogavam em Tulevik.
O clube foi retirado do campeonato após a temporada de 2012, quando Tulevik ganhou a promoção para Esiliiga, a segunda maior divisão da Estônia.

## Posições no campeonato
| —    | Estônia      | Estônia      | Estônia      | Estônia      | Estônia      | Estônia      | Estônia      | Estônia      | Estônia      | Estônia      | Estônia      |
| Ano  | Meistriliiga | Meistriliiga | Meistriliiga | Meistriliiga | Meistriliiga | Meistriliiga | Meistriliiga | Meistriliiga | Meistriliiga | Meistriliiga | Meistriliiga |
| —    | Div.         | Pos.         | Pts          | J            | V            | E            | D            | GP           | GC           | S            | Ref          |
| ---- | ------------ | ------------ | ------------ | ------------ | ------------ | ------------ | ------------ | ------------ | ------------ | ------------ | ------------ |
| 2011 | 1            | 8.º          | 30           | 36           | 8            | 6            | 22           | 37           | 69           | –32          | [ 4 ]        |
| 2012 | 1            | 7.º          | 26           | 36           | 6            | 8            | 22           | 33           | 88           | –55          | [ 5 ]        |